# Solanum heiseri
Solanum heiseri är en potatisväxtart som beskrevs av G.J.Anderson. Solanum heiseri ingår i släktet skattor som ingår i familjen potatisväxter. Inga underarter finns listade i Catalogue of Life.